# Hydroklorid
En hydroklorid är ett salt av saltsyra och en organisk bas, normalt en amin. Exempelvis ger reaktionen mellan pyridin (C5H5N) och saltsyra (HCl) upphov till hydrokloriden pyridinhydroklorid (C5H5N·HCl). 
Hydroklorider av aminer är normalt mer lättlösliga i vatten och syror. De är också mindre lättflyktiga än många aminer som "fri bas" och ibland även mindre känsliga för exempelvis oxidation, och är därför oftast mer lätthanterliga och lagringsbeständiga i hydrokloridform. I läkemedel ingår ofta hydrokloridformen av aktiva substanser.